# Kadi
Kadi és una ciutat i un municipi en el districte de Mehsana, a l'estat indi de Gujarat. Kadi és coneguda com la ciutat del cotó de l'Índia.

## Història
En el passat, Kadi o Kari fou un dels quatre pranths del principat de Baroda a l'Índia, la situada més al nord. Tenia una superfície de 8.179 km² (7881 el 1901) i una població el 1881 de 988.487 habitants, d'1.098.742 el 1891 i el 1901 de 834.714 habitants (reducció deguda a la fam de 1899-1900). Aquestes divisions o pranths formaven territoris separats un de l'altra i al seu torn estaven formades per diverses seccions: la principal secció estava a l'oest del Sabarmati. Les ciutats principals eren Patan, Visnagar, Sidhpur, Vadnagar, Kadi (capital fins a 1904), Unjha, Mehsana (capital des de 1904), Vijapur, Chanasma, Kheralu, Ladol, Kalol, Valam, i Umta. Estacions ferroviaris a Siddhpur, Unjha, Bhandu, Mesana, Jagudan, Dangarwa, i Kalol.
Estava format per les següents talukes:
- Kadi
- Kalol
- Vijapur
- Mehsana
- Visnagar
- Vadavli
- Patau
- Sidhpur
- Kheralu
- Harij
- Dehgam
- Atarsumba

Incloïa el 1901 dotze municipalitats, tot ciutats de més de deu mil habitants. El governador portava el títol de subah. La taluka de Kadi tenia 71.784 habitants el 1901 (96.782 el 1891) en 118 pobles i una superfície de 857 km². La ciutat de Kadi tenia 13.070 habitants el 1901. Va perdre la capitalitat el 1904. Una fortalesa a un petit turonet incloïa a l'interior els edificis de Rang i Supra Mahals.